# Przemysław Łowicki
Przemysław Łowicki – polski tancerz, trener i międzynarodowy sędzia tańca towarzyskiego. Reprezentuje najwyższą, międzynarodową klasę taneczną „S” w tańcach latynoamerykańskich.

## Życiorys
Trenowanie tańca towarzyskiego rozpoczął, ucząc się w szkole podstawowej. Jego pierwszym trenerem był Henryk Piasecki. Początkowo tańczył z Aleksandrą Jordan (1999–2000), Danutą Wittig (2000), Kingą Jurecką (2001–2002) i Juliją Rogoziną (2002–2003). W parze z Janą Pokrowską (2003–2006) został mistrzem Polski „amatorów” w tańcach latynoamerykańskich. Następnie tańczył z Kariną Eremian (2004–2005), Rachael Heron (2006), Anetą Piotrowską (2006) i Anną Sewiastianową (2006–2007).
W kwietniu 2007 rozpoczął trenowanie z Astą Sigvaldadottir, z którą w kategorii „amatorów” zdobył m.in. mistrzostwo Islandii (2008) i mistrzostwo Polski w tańcach latynoamerykańskich (2009), a także wicemistrzostwo Polski „zawodowców” (2009). Wspólnie zajęli także drugie miejsce w finale Blackpool Dance Festival w kategorii „Rising Stars Professional Latin” (2009), a także uplasowali się na podium wielu międzynarodowych turniejów tańca i dotarli do półfinałów Mistrzostw Świata (2009) i Europy (2010). W kwietniu 2011 ogłosili zakończenie współpracy. W sierpniu rozpoczął treningi z Martiną Markovą, z którą tańczył do 2013. Niedługo później zakończył karierę zawodową, skupiając się na rozwoju nurtu „pro-am” w Polsce.